# Baixa Grande
Baixa Grande é um município brasileiro do estado da Bahia. Sua população é estimada em 2024 de 18 680 habitantes, segundo o IBGE. Localizada a 252 km da capital baiana no piemonte da Chapada Diamantina e centro leste do estado, pertence ao território de identidade Bacia do Jacuípe e tem como principal acesso a BA-052.

## História
Assim como a maioria das cidades brasileiras, Baixa Grande surgiu ao redor de uma capela, as margens de uma estrada, num ponto que servia de pouso aos viajantes e suas tropas. As terras eram da fazenda “Cais” propriedade de Dona Ana Ribeiro Soares. 
De acordo com o livro "Vida de Baixa Grande" de Judite Soares de Sousa e Azevedo, Dona Ana Souza Santos tinha um costume de todo mês de Setembro ir a Monte Alegre (atual Mairi) pagar promessas a santa de sua devoção nossa Senhora das Dores. Saindo da fazenda Cais com todos os seus rumo a esta longa viagem, em uma carroça, puxada por dois burros ou pelos seus escravos. Na volta desta cansativa viagem pararam na estrada em uma "baixa grande" para descansar e almoçar. Logo depois, encantada com aquele lugar fez um pedido a seu filho mais velho Manoel Ribeiro Soares: "meu filho estou velha e cansada de viajar para Monte Alegre, seria bom que construísse aqui nesta "baixa grande" uma capela". O filho questionou quanto ao local, contudo fez a vontade de sua mãe. Imediatamente ele ordenou aos seus escravos que desbravassem as matas, onde daria início a construção da capela.  Feiras livres eram realizadas no entorno desta capela (atualmente a Igreja matriz de Baixa Grande) e casas foram erguidas.

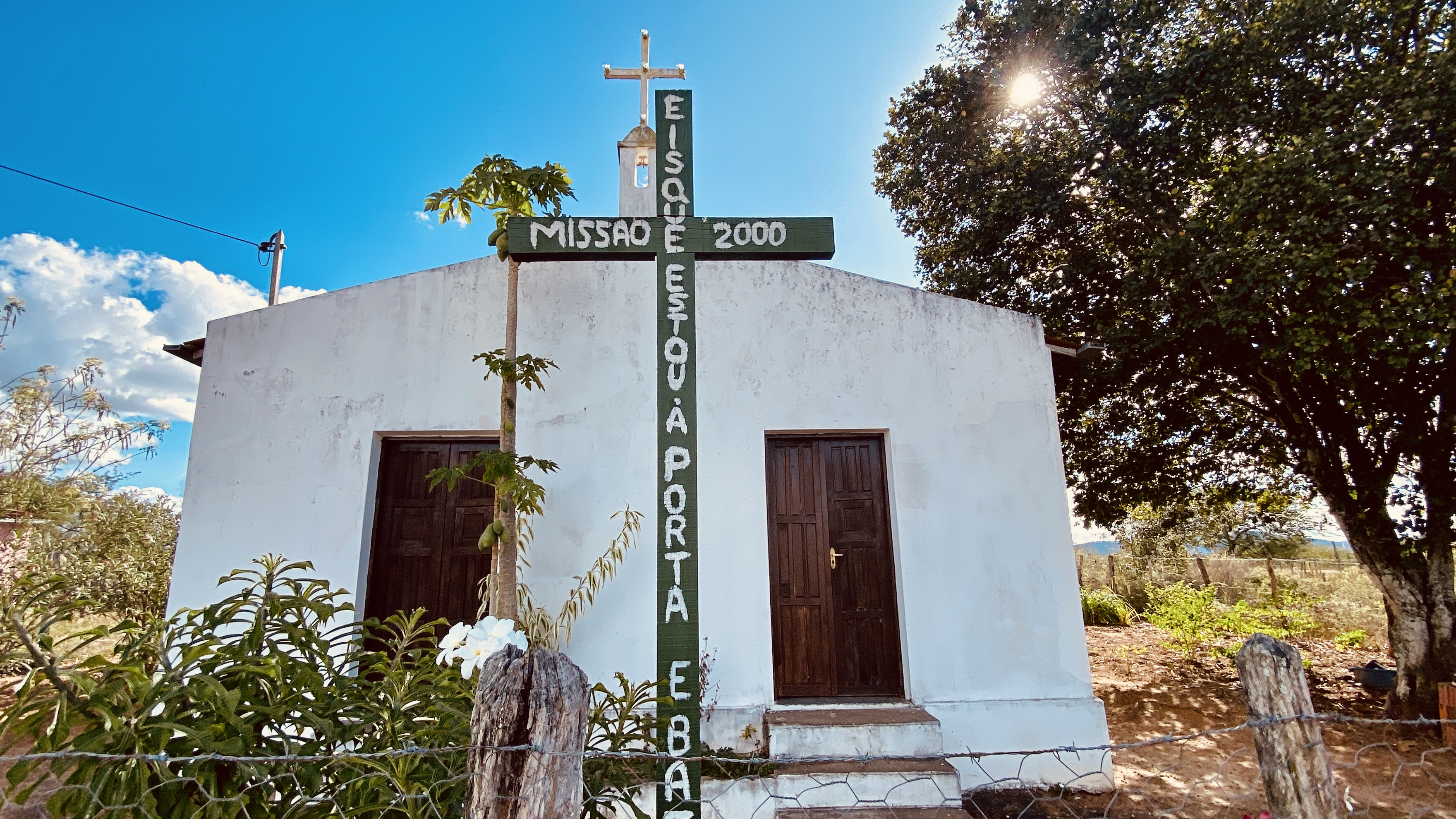
Lagoa do Mandu

Baixa Grande foi então fundada pelo Coronel da Guarda Nacional, Manoel Ribeiro Soares, filho de Dona Ana Ribeiro Soares por volta do ano de 1860 a 1861. Por intermédio do fundador, e demais famílias, no ano de 1872 pela Lei Provincial nº 1.195, o arraial de Baixa Grande foi emancipado e desmembrado do município de Santana do Camisão, (atual Ipirá). Baixa Grande é então elevada à vila pela Lei provincial nº 2.502 de 17 de julho de 1885, foi extinto por Lei Estadual nº 640, de 12 de maio de 1906, sendo anexado ao município Capivari. Restaurado por Lei Estadual nº 806, de 28 de julho 1910, o município foi extinto mais uma vez em 1931, passando o território para Monte Alegre (hoje Mairi). Finalmente emancipou-se politicamente em 1933.

### Cangaço
Historicamente, Baixa Grande teve algumas conexões com o movimento do cangaço. Em 1929, o bando de Sabino Gomes passou pela região, fazendo uma parada no então denominado sítio Baixa Grande, onde assassinou dois agricultores locais: Raimundo Cassimiro e seu filho Chico Cassimiro, durante suas investidas pelos sítios Marimbas, Tambor, Redondo e Baixa Grande.
Além disso, há relatos de que o subdelegado Herculano Borges de Salles foi morto cruelmente pelo cangaceiro Cristino Gomes da Silva Cleto (vulgo Corisco), um dos últimos remanescentes do bando de Lampião, embora o local exato não seja explicitamente confirmado em fontes, mas associado à região de Baixa Grande.

## Geografia
Baixa Grande está situada no centro-leste da Bahia, a aproximadamente 252 km da capital Salvador, no sopé da Chapada Diamantina, na mesorregião Centro Norte Baiano e microrregião de Itaberaba. O município possui uma área territorial de 967,514 km², com altitude média de 369 metros e coordenadas geográficas de 11° 57′ 36″ S e 40° 10′ 04″ O. O clima é tropical (classificação Aw segundo Köppen-Geiger), e os municípios limítrofes incluem Ipirá, Macajuba, Mundo Novo, Mairi e Pintadas. O acesso principal é pela rodovia BA-052.

## População e Demografia
De acordo com o IBGE, a população de Baixa Grande no Censo de 2022 era de 18.220 habitantes, com uma estimativa para 2024 de 18.680 pessoas. A densidade demográfica é de 18,83 habitantes por km². O Índice de Desenvolvimento Humano Municipal (IDH-M) é de 0,585 (classificado como baixo), com base em dados de 2010.
Os habitantes são conhecidos como "baixagrandenses". Há preocupações com a migração de jovens para outras localidades em busca de oportunidades, impactando o potencial demográfico e econômico local.

## Economia
A economia de Baixa Grande é baseada principalmente na agricultura de sequeiro e na pecuária extensiva, com destaque para o cultivo de milho, feijão e mandioca, além do rebanho bovino. O PIB total em 2021 foi de aproximadamente R$ 194,7 milhões, com um PIB per capita de R$ 9.527,52. Cerca de 46,4% do valor adicionado provém da administração pública, seguido por serviços, agropecuária e indústria. As receitas municipais incluem repasses do FPM (Fundo de Participação dos Municípios), com R$ 6,1 milhões recebidos em março de 2025, refletindo um aumento em relação ao ano anterior.  Dentre os principais desafios economicos enfrentados pelo município, estão a baixa perspectiva de emprego para jovens e a dependência de manifestações culturais como reisado e samba de roda para complementar a economia local.